# Fredlanea hiekei
Fredlanea hiekei är en skalbaggsart som först beskrevs av Fuchs 1970.  Fredlanea hiekei ingår i släktet Fredlanea och familjen långhorningar. Inga underarter finns listade i Catalogue of Life.